# Katedra św. Stanisława i św. Wacława w Świdnicy
Katedra św. Stanisława Biskupa i Męczennika i św. Wacława Męczennika w Świdnicy – gotycki kościół, pierwotnie jako kościół parafialny, a od 25 marca 2004 jako katedra diecezji świdnickiej. Znajduje się przy placu Jana Pawła II, w południowo-wschodniej części średniowiecznego miasta oraz jest jednym z najważniejszych zabytków Świdnicy. Rozporządzeniem prezydenta RP Andrzeja Dudy z 15 marca 2017, katedra została wpisana na listę Pomników Historii.
Jeden z największych kościołów Dolnego Śląska. Wieża o wys. 101,21 m jest obecnie najwyższą na terenie całego Śląska i szóstą co do wielkości w Polsce (po bazylice w Licheniu, archikatedrze szczecińskiej, bazylice jasnogórskiej w Częstochowie, archikatedrze łódzkiej i kościele mariackim w Chojnie). Jest jedyną katedrą w Polsce bez stalli kapituły katedralnej.

## Historia
Kościół powstał w XIV w., na polecenie księcia Bolka II Świdnickiego, po pożarze wcześniejszego drewnianego kościoła stojącego na tym miejscu. Początek wznoszenia budowli określa się na 1330, a legenda głosi, że sam książę położył pierwszy kamień pod budowę. W latach ok. 1400–1410 dokonano rozbudowy kościoła, a w 1546 ukończono odbudowę po pożarze w 1532.
W latach 1561–1629 kościół był użytkowany przez ewangelików, a w 1662 patronat nad świątynią objęli jezuici, którzy na przełomie XVII i XVIII w. dokonali barokizacji wnętrza.
Po sekularyzacji zakonu jezuitów kościół został w latach 1757–1772, za zgodą władz pruskich, zamieniony na magazyn zbożowy. Tym nie mniej, podczas swej podróży po Śląsku w połowie XIX w. na budowlę zwrócił uwagę Maciej Bogusz Stęczyński, który tak przedstawił ją w opisie Świdnicy, zamieszczonym w dziele „Sudety, jako dalszy ciąg poematu Tatry w 24 pieśniach przez Bogusza Zygmunta Stęczyńskiego. Tom I”: (...) Tum świętego Wacława wystawiony z ciosu / Przez Króla Bolesława Drugiego, spaniały, / Na świadectwo przeszłości stoi dotąd cały, / I najwyższą swą wieżą z daleka połyska... / A jak piękny zdaleka, tak powabny z bliska; / Jęki dzwonów przyjemne daleko roznosi, / Wzywając do pokuty... o przeszłości głosi. (...).
Restaurowany w latach 1893–1895 utracił wiele oryginalnych elementów architektonicznych.
25 marca 2004, na mocy bulli Totus Tuus Poloniae Populus Jana Pawła II, ustanawiającej diecezję świdnicką, kościół św. św. Stanisława i Wacława stał się katedrą diecezji świdnickiej.

## Architektura
Kościół jest późnogotycką, orientowaną, trzynawową bazyliką. Nad fasadą zachodnią dominuje, widoczna z daleka, wieża. Ma ona 5 kondygnacji. Na ostatniej, która przechodzi w ośmiobok, umocowano po rogach kolumienki, na których stoją figury św. Stanisława i Wacława, Maryi, św. Jadwigi Śląskiej, św. Piotra i Pawła, św. Jana Chrzciciela i św. Jana Ewangelisty.
W fasadzie zachodniej znajdują się 4 portale z rzeźbami wykonanymi z piaskowca, są to między innymi rzeźby: Matki Bożej z Dzieciątkiem, Dwunastu Apostołów śpiących w Ogrojcu, a także św. Stanisława i św. Wacława (1427). Po obu zewnętrznych stronach portali widoczne są symbole 4 ewangelistów – po północnej: orzeł (św. Jana) i lew (św. Marka), po południowej: byk (św. Łukasza) i anioł (św. Mateusza).
Na uwagę zasługuje późnogotycka rzeźba św. Anny Samotrzeciej, która umieszczona jest pomiędzy portalami północnym a środkowym fasady zachodniej.

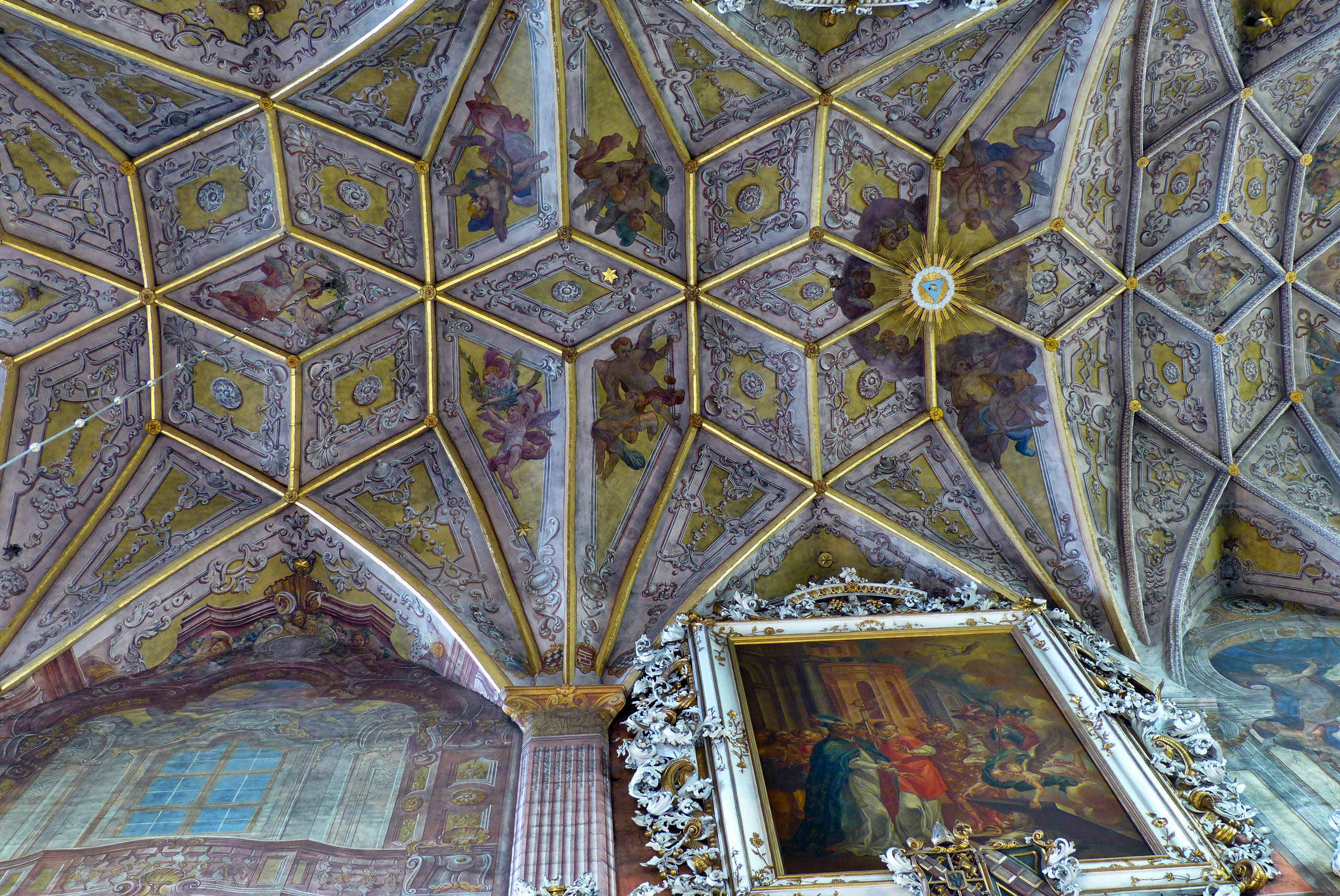
Sklepienie katedry

We wnętrzu uderza przede wszystkim ogrom budowli. Sama nawa główna ma 71 m dług., 10 m szer. i 25 m wys. Łączna szerokość trzech naw wynosi 27 m. Do naw bocznych dobudowano w różnym okresie 6 kaplic. Pod prezbiterium znajduje się ciekawa, niespotykana w kościołach gotyckich dwunastoboczna kaplica przypominająca kryptę. Powoduje ona wyraźne wyniesienie prezbiterium i głównego ołtarza nad poziom kościoła. Jej rzut poziomy zbliżony jest do elipsy. Sklepienie gwiaździste wspiera się na okrągłym filarze, w którym koncentrycznie zbierają się wszystkie żebra. Interesujące są tu zworniki oraz wsporniki – „służki” podtrzymujące przyścienne zakończenia żeber.

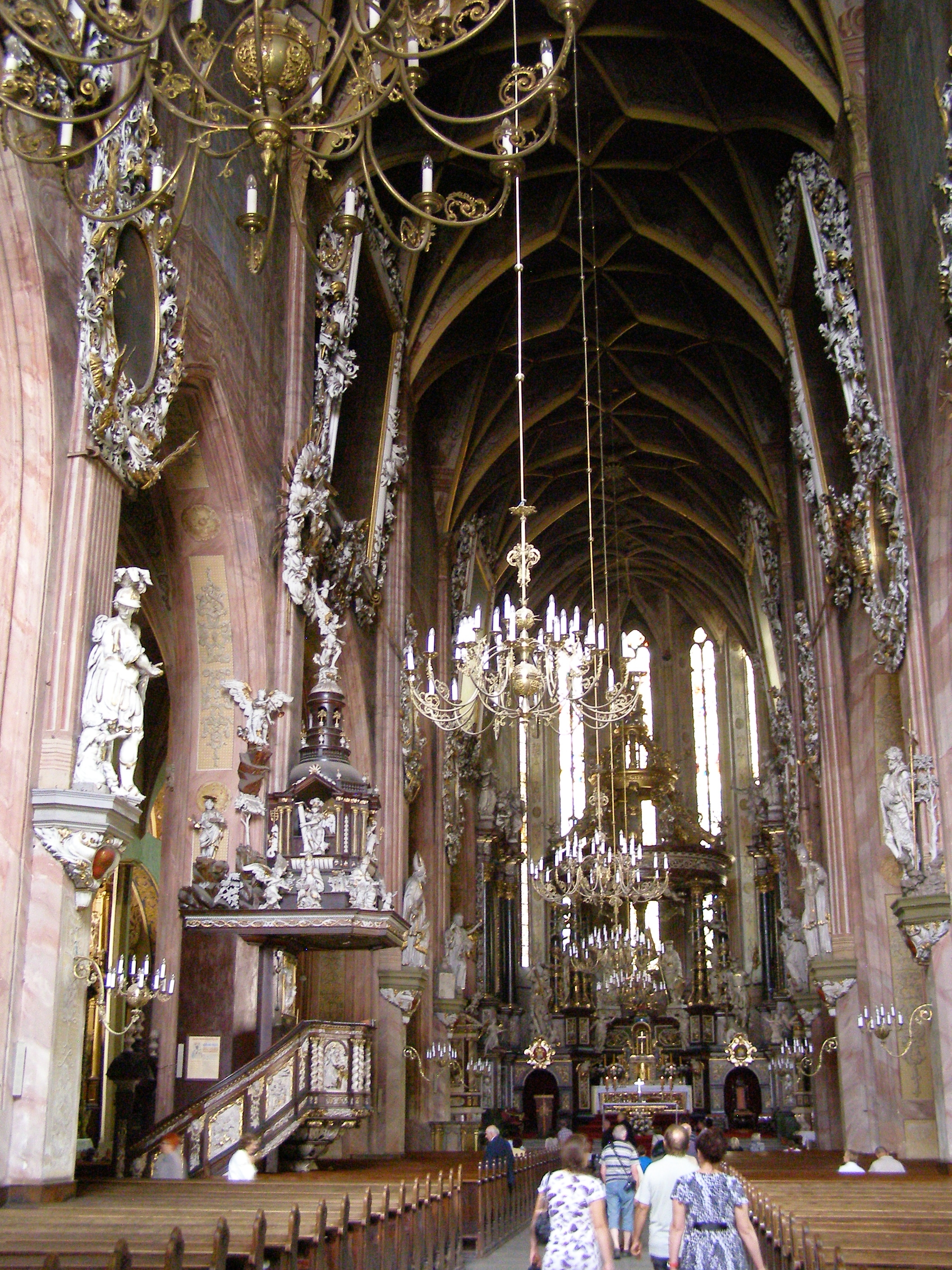
Wnętrze katedry

W niszach kolumn w nawie głównej usytuowane są pochodzące z przełomu XVII i XVIII wieku rzeźby przedstawiające świętych (np. Jana Chrzciciela, Mikołaja, Wolfganga). Na ścianach nawy głównej znajdują się pochodzące z XVII wieku malowane na płótnie, olejne obrazy.

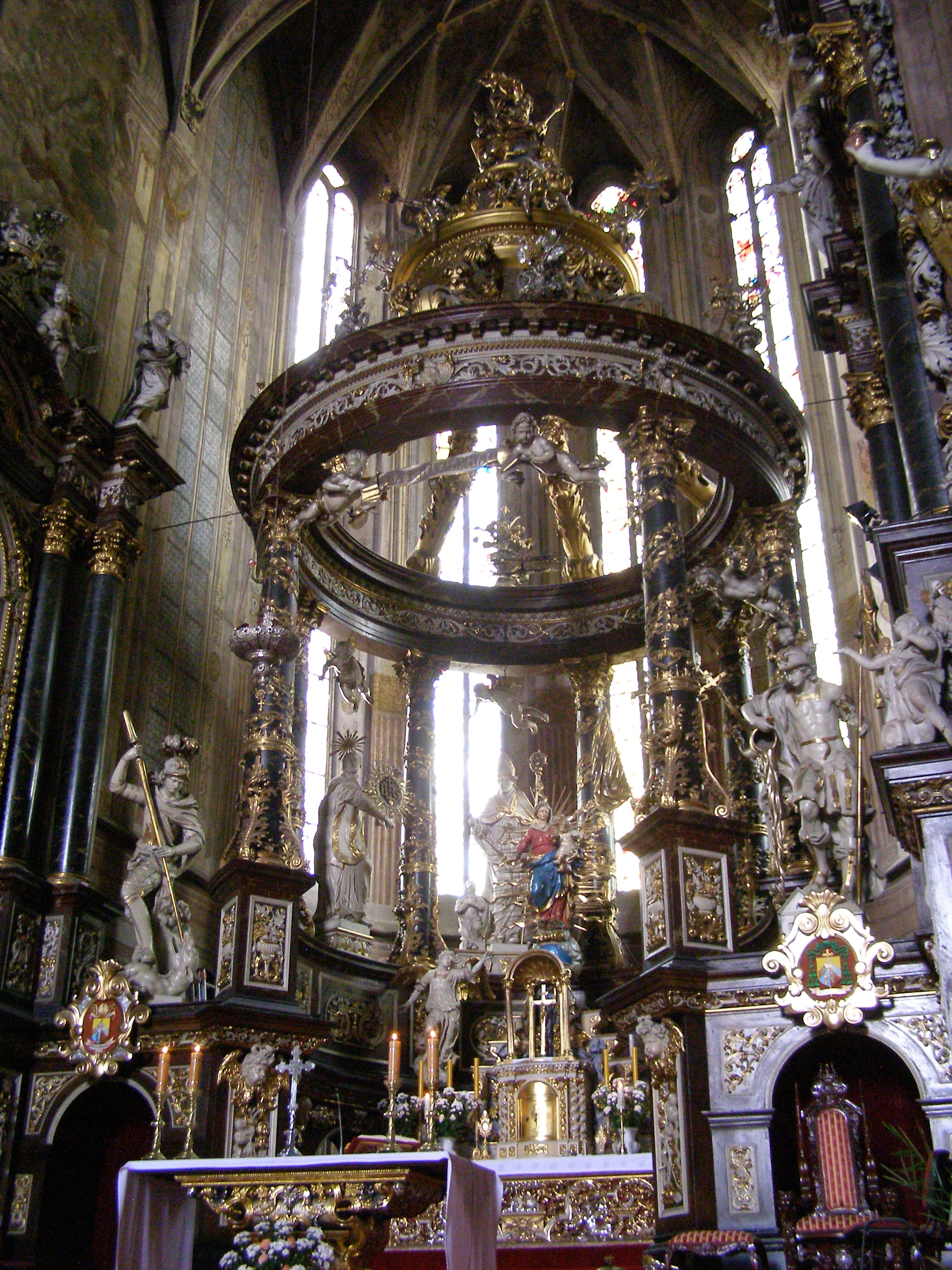
Ołtarz główny

Pierwotny gotycki wystrój wnętrza zniszczył pożar w 1532. W latach 1644–1776 kościół był w posiadaniu jezuitów, którzy dokonali jego przebudowy w stylu barokowym na przełomie XVII i XVIII w. Większość rzeźb i ołtarzy wykonał Johann Riedel. Ołtarz główny jest jego najwybitniejszym dziełem, scena główna przedstawiająca Matkę Bożą z Dzieciątkiem w otoczeniu świętych umiejscowiona jest pod baldachimem wspartym na siedmiu kolumnach.
W lewej części nawy głównej usytuowana jest zabytkowa ambona wyrzeźbiona w 1698 roku przez J. Riedla.
Na ścianie katedry umieszczone jest piaskowe epitafium Martina Früaufa, ostatniego katolickiego proboszcza przed reformacją (po jego śmierci ewangelicy użytkowali świątynię do 1629 roku). W polu środkowym płaskorzeźba przedstawia proboszcza klęczącego przed majestatem Trójcy Świętej przedstawionym w ujęciu zwanym tronem łaski. W dolnej części epitafium widnieje inskrypcja w języku łacińskim informująca, że proboszcz zmarł w wieku 99 lat 3 miesięcy i 6 dni.
W posadce przed wejściem do zakrystii umieszczono płytę nagrobną proboszcza świdnickiego Hugona Simona, zmarłego w 1897 roku. Napis Voluit Quiescit (Chciał spoczął) mówi, że chciał być w tym miejscu pochowany. Znał język polski i był kapelanem pułku poznańskiego, w którym służyli Polacy.
Wielkie organy zdobi „Orkiestra Niebiańska”, rzeźbiona przez Jerzego Leonarda Webera (1704-1710); jego dziełami są też ołtarz w kaplicy Matki Bożej Świdnickiej, gdzie znajduje się słynący łaskami wizerunek Maryi z XV w., a także posągi patronów miasta na konsolach filarów międzynawowych.
Wśród ocalałych elementów średniowiecznego wyposażenia najcenniejszy jest gotycki poliptyk z 1492 ze sceną Zaśnięcia Matki Bożej w kaplicy zwanej Chórem Mieszczan (kopia Ołtarza Mariackiego); ołtarz ten został prawdopodobnie wykonany przez ucznia Wita Stwosza.
We wnętrzu znajduje się także Pietà o bardzo realistycznej formie z ok. 1420.
Na dziedzińcu kościoła stoi kolumna św. Floriana pochodząca z 1684.